# Campo Sesenta y Tres
Campo Sesenta y Tres är en ort i Mexiko.   Den ligger i kommunen Riva Palacio och delstaten Chihuahua, i den nordvästra delen av landet, 1 300 km nordväst om huvudstaden Mexico City. Campo Sesenta y Tres ligger 2 223 meter över havet och antalet invånare är 153.
Terrängen runt Campo Sesenta y Tres är platt åt sydväst, men åt nordost är den kuperad. Terrängen runt Campo Sesenta y Tres sluttar västerut. Runt Campo Sesenta y Tres är det mycket glesbefolkat, med 3 invånare per kvadratkilometer. Närmaste större samhälle är Campo Setenta y Dos, 15,4 km norr om Campo Sesenta y Tres. Omgivningarna runt Campo Sesenta y Tres är i huvudsak ett öppet busklandskap.